# Robert Estienne
Robert Estienne, latinosan Stephanus (Párizs, 1503 – Genf, 1559. szeptember 7.) klasszikus műveket kiadó nyomdász. Apja, Henri (I.) Estienne (Henricus Stephanus) alapította meg családi nyomdájukat Párizsban, 1502 körül.

## Családja és foglalkozása
Robert 1526-ban lett a vállalkozás feje és megpróbált minden apja által elkezdett kiadói vállalkozást folytatni. Kiadványai címlapján a csak őrá jellemző, közismert kiadói jelvényt (az olajfát) használta. 1527 és 1528-ban adta ki a teljes latin nyelvű bibliát. 1531-ben fejezte be a Dictionarium seu latinae linguae thesaurus címmel írt latin szótárát, mely mérföldkövet jelentett nem csak a latin szótárírásban, hanem általában a nyomdászat történelmében is.

## Munkássága

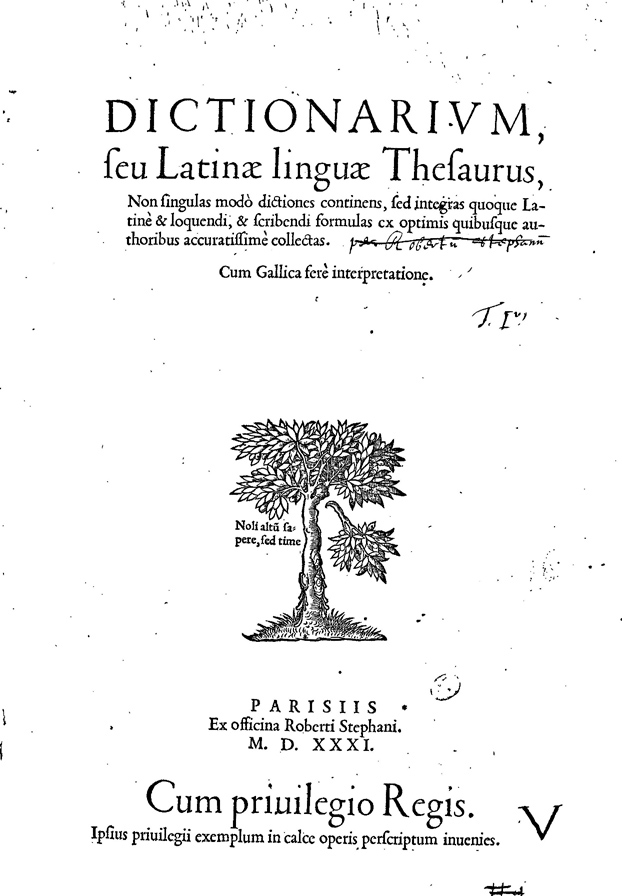
Az általa összeállított első latin-francia szótár(Párizs, 1531)

I. Ferenc francia király 1539-ben kinevezte a latin és héber nyelvű művek udvari nyomdászává. A király udvarában nagy tiszteletre tett szert. 1540-ben ő lett a görög művek nyomdásza is. 1541-ben megbízták, hogy Claude Garamond görög betűivel nyomtatott könyveket szállítson a királyi könyvtárnak. Számos ókori görög és római szerző írásának első kiadását is sajtó alá rendezte. Ezeken kívül számtalan iskolai tankönyv hagyta el műhelyét.
A Sorbonne teológusainak ellenségessége miatt Robert Estienne 1550-ben, Párizsból Genfbe kényszerült költözni. A család párizsi nyomdáját öccse, Charles vitte tovább, aki főleg íróként szerzett magának hírnevet Franciaországban. Robert Estienne Genfben kinyomtatott könyvei közül talán a leghíresebb az 1551-ben megjelent görög nyelvű Ótestamentuma, amelyben
először jelent meg a szöveg ma is használt, versek szerinti tagolása.
Technikailag fejlett nyomdája a legigényesebb vásárlók igényeit is kielégítette. Ő maga is művelt ember volt, képzett filológusként magas szinten ismerte a latin nyelvet. Sikeres kiadványait sokan másolták, utánozták. 

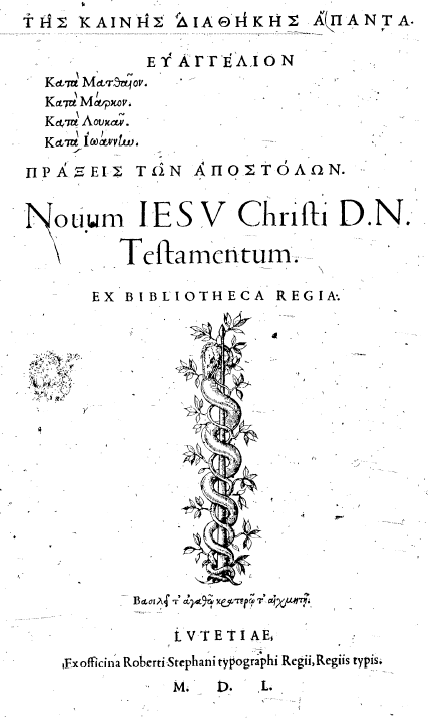
Újszövetség-kiadása (Párizs, 1550)
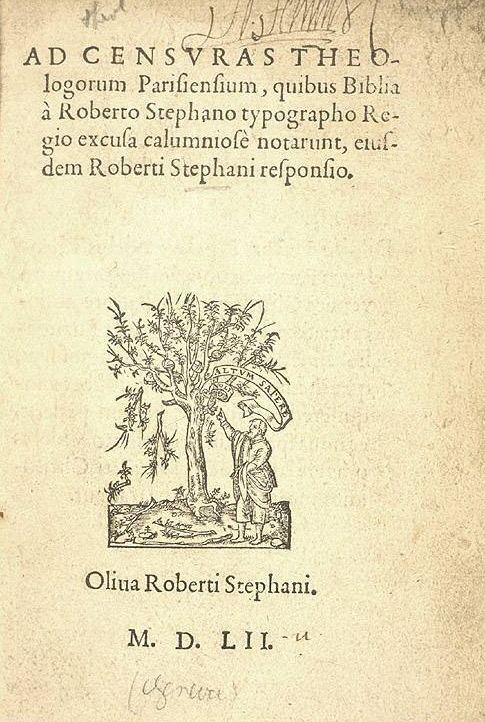
A Bibliakiadását bíráló párizsi cenzorokhoz írt műve (Párizs, 1552)